# 1857年のスポーツ
- 年度別スポーツ記事一覧

## 競馬

### イギリス
クラシック
- 2000ギニー - ヴェデット
- 1000ギニー - インペリューズ
- エプソムダービー - ブリンクボニー
- エプソムオークス - ブリンクボニー
- セントレジャーステークス - インペリウス

その他主要レース
- アスコットゴールドカップ - スカーミッシャー
- グランドナショナル - エミグラント

### フランス
- ジョッケクルブ賞 - ポトツキ

## サッカー
- 現存する最古のサッカークラブ、シェフィールドFC創立

## 登山
- イギリスで世界最古の山岳会、英国山岳会（アルパイン・クラブ）創立

## ボート
- オックスフォード・ケンブリッジ大学対抗レガッタ優勝：オックスフォード大学